# جان اشنایدر (بازیکن فوتبال)
جان اشنایدر (انگلیسی: Johannes Schneider; ۵ اوت ۱۸۸۷ – ۸ سپتامبر ۱۹۱۴) بازیکن فوتبال اهل امپراتوری آلمان بود.
از باشگاه‌هایی که در آن بازی کرده‌است می‌توان به باشگاه فوتبال لوکوموتیو لایپزیگ اشاره کرد.
وی همچنین در تیم ملی فوتبال آلمان بازی کرده‌است.